# The White Vaquero
The White Vaquero est un film muet américain réalisé par Francis Ford et sorti en 1913.

## Fiche technique
- Réalisation : Francis Ford
- Scénario : Grace Cunard
- Durée : 20 minutes
- Date de sortie : États-Unis : 25 novembre 1913

## Distribution
- Francis Ford : The White Vaquero
- Grace Cunard : Dolores
- Edgar Keller
- Harry Schumm